# دهستان سامتس
دهستان سامتس (به لاتین: Samtse Gewog) یک دهستان در کشور بوتان است که در ناحیهٔ سامتس واقع شده‌است.